# Coupe du monde de combiné nordique 1983-1984
Navigation
1984 — 1985
| \| Seefeld in Tirol Oberwiesenthal Schonach Falun Lahti Oslo Štrbské Pleso \| Les sites des compétitions |
| Seefeld in Tirol Oberwiesenthal Schonach Falun Lahti Oslo Štrbské Pleso                                  |

La coupe du monde de combiné nordique 1984 est la première édition de cette compétition organisée par la Fédération Internationale de Ski. Elle a débuté le 17 décembre 1983 à Seefeld au Tyrol, en Autriche et s'est terminé le 24 mars 1984 à Štrbské Pleso en Tchécoslovaquie. 
Le norvégien Tom Sandberg a remporté le globe de cristal.
La toute première course de la Coupe du monde a été remportée par Uwe Dotzauer et Kerry Lynch ; ce fut la seule victoire ex aequo dans l'histoire de cette compétition.

## Informations générales

### Compétitions
Les compétitions ont eu lieu dans sept pays différents du continent européen : Autriche (Seefeld), Allemagne de l'Est (Oberwiesenthal), Allemagne de l'Ouest (Schonach), Suède (Falun), Finlande (Lahti), Norvège (Oslo) et Tchécoslovaquie (Štrbské Pleso).
Huit épreuves individuelles (dont l'épreuve des Jeux olympiques) et deux par équipes sont organisées.

### Points
| place  | 1  | 2  | 3  | 4  | 5  | 6  | 7 | 8 | 9 | 10 | 11 | 12 | 13 | 14 | 15 |
| points | 25 | 20 | 15 | 12 | 11 | 10 | 9 | 8 | 7 | 6  | 5  | 4  | 3  | 2  | 1  |

## Classements finaux
| Rang | Nom                                | Pays                                  | Points |
| ---- | ---------------------------------- | ------------------------------------- | ------ |
| 1    | Tom Sandberg                       | Norvège                               | 103    |
| 2    | Uwe Dotzauer                       | Allemagne de l'Est                    | 89     |
| 3    | Geir Andersen                      | Norvège                               | 82     |
| 4    | Thomas Müller Alexander Proswirnin | Allemagne de l'Ouest Union soviétique | 72     |
| 6    | Rauno Miettinen                    | Finlande                              | 54     |
| 7    | Hubert Schwarz                     | Allemagne de l'Ouest                  | 46     |
| 8    | Kerry Lynch Hallstein Bøgseth      | États-Unis Norvège                    | 43     |
| 10   | Hermann Weinbuch                   | Allemagne de l'Ouest                  | 42     |
| 11   | Klaus Sulzenbacher                 | Autriche                              | 41     |
| 12   | Espen Andersen Andreas Langer      | Norvège Allemagne de l'Est            | 40     |

| Pos. | Nation               | Points |
| ---- | -------------------- | ------ |
| 1    | Norvège              | 245    |
| 2    | Allemagne de l'Est   | 205    |
| 3    | Union soviétique     | 169    |
| 4    | Allemagne de l'Ouest | 140    |
| 5    | États-Unis           | 66     |

## Résultats
| Date                                                    | Lieu                               | Épreuve              | Vainqueur                | Deuxième             | Troisième          |
| ------------------------------------------------------- | ---------------------------------- | -------------------- | ------------------------ | -------------------- | ------------------ |
| 17 décembre 1983                                        | Seefeld                            | Individuel K90/15km  | Uwe Dotzauer Kerry Lynch |                      | Gunter Schmieder   |
| 29 décembre 1983                                        | Oberwiesenthal                     | Individuel K90/15km  | Andreas Langer           | Alexander Proswirnin | Uwe Dotzauer       |
| 7 janvier 1984                                          | Schonach (Coupe de la Forêt-noire) | Individuel K90/15km  | Thomas Müller            | Geir Andersen        | Kerry Lynch        |
| 8 au 19 février 1984 Jeux olympiques de 1984 à Sarajevo |                                    |                      |                          |                      |                    |
| 24 février 1984                                         | Falun                              | Individuel K89/15km  | Rauno Miettinen          | Tom Sandberg         | Geir Andersen      |
| 3 mars 1984                                             | Lahti                              | Individuel K113/15km | Thomas Müller            | Uwe Dotzauer         | Geir Andersen      |
| 8 mars 1984                                             | Oslo                               | Individuel K105/15km | Espen Andersen           | Tom Sandberg         | Geir Andersen      |
| 24 mars 1984                                            | Štrbské Pleso                      | Individuel K88/15km  | Tom Sandberg             | Uwe Dotzauer         | Klaus Sulzenbacher |

## Déroulement des compétitions

### Oslo
Les quatre premiers de l'épreuve sont tous norvégiens : Espen Andersen remporte l'épreuve devant Tom Sandberg, Geir Andersen et Hallstein Bøgseth. Un tel quadruplé norvégien ne se reproduira pas en Coupe du monde avant l'épreuve de Steamboat Springs du 11 décembre 1996.